# 국가지원지방도 제15호선
국가지원지방도 제15호선은 전라남도 고흥군 봉래면 외초리 (외나로도)에서 전라남도 영광군 홍농읍 한빛원자력발전소를 잇는 대한민국의 국가지원지방도이다.

## 역사
본래 1994년 국도 제15호선의 시점을 나로도에서 외나로도로 연장하고 종점을 담양군에서 고창군 해리면으로 연장하는 계획에 따라 포함되었던 구간으로 국도 제15호선으로 예정되어 있었으나 국가 재정 부족으로 국도로 지정되지 못하고 국가지원지방도 제15호선으로 지정되었다. 이후 2008년에 고창 ~ 영광 구간이 추가되었다.
- 1996년 7월 19일: 전라남도 고흥군 봉래면 ~ 전라북도 고창군 해리면 구간을 국가지원지방도 제15호선 외나로도 ~ 고창선으로 지정[1]
- 2000년 7월 31일 : 고흥군 포두면 길두리 520m 구간 개량 개통, 기존 500m 구간 폐지[2]
- 2001년 2월 27일 : 지방도 정비공사를 위해 담양군 담양읍 양각리 ~ 장성군 북하면 용두리 15.7km 구간 도로구역 변경[3]
- 2004년 8월 13일 : 2009년 8월까지 신금 ~ 하촌간 도로(고흥군 봉래면 신금리 ~ 외초리(하촌)) 확포장공사를 위해 8.45km 구간을 8.57km로 도로구역 변경[4]
- 2006년 9월 20일 : 고창군 아산면 대동리 ~ 고창읍 월곡리 8.77 km 구간 개통[5]
- 2008년 2월 15일 : 고창군 아산면 대동리 ~ 고창읍 월곡리 구 도로 구간 노선 지정 해제[6]
- 2008년 11월 17일 : 고창 ~ 영광 구간을 연장하면서 국가지원지방도 제15호선 외나로도 ~ 영광선이 됨.[7]
- 2009년 1월 12일 : 벌교 ~ 주암간 도로(보성군 벌교읍 고읍리 ~ 순천시 송광면 이읍리) 14.25 km 구간을 자동차 전용도로로 지정[8]
- 2009년 1월 23일 : 아산 ~ 무장간 도로(고창군 아산면 하갑리 ~ 대동리) 1.12km 구간 개통[9]
- 2012년 2월 1일 : 봉래신금 ~ 하촌간 도로(고흥군 봉래면 신금리 ~ 외초리) 8.57km 구간 신설 개통[10]
- 2013년 12월 17일 : 고창군 아산면 대동리 ~ 무장면 도곡리 9.03km 구간 개통[11]
- 2014년 1월 10일 : 기존 고창군 아산면 대동리 ~ 무장면 성내리 7.47km 구간 폐지[12]
- 2014년 6월 26일 : 2015년까지 사거리교(장성군 북이면 사거리) 개축공사를 위해 120m 구간 도로구역 변경[13]
- 2015년 5월 7일 : 2020년까지 법성 ~ 홍농간 도로(영광군 법성면 대덕리 ~ 홍농읍 진덕리) 확포장공사를 위해 5.6km 구간 도로구역 변경[14][15]
- 2015년 8월 25일 : 무장 ~ 금평간 도로 (고창군 무장면 성내리 ~ 해리면 금평리) 6.1 km 구간 개통[16][17]
- 2016년 3월 27일 : 벌교 ~ 주암간 도로 1공구(보성군 벌교읍 고읍리 ~ 순천시 외서면 금성리) 10.34 km 구간 확장 개통, 기존 12.04 km 구간 폐지[18]
- 2016년 10월 31일 : 벌교 ~ 주암간 도로 2공구(순천시 외서면 쌍율리 ~ 순천시 송광면 이읍리) 4.5 km 구간 확장 개통, 기존 5.7 km 구간 폐지[19]
- 2025년 7월 11일 : 지방도 제796호선 고흥군 무장면 ~ 공음면 구간을 국가지원지방도로 승격

## 주요 경유지
전라남도
- 고흥군 (봉래면 - 동일면 - 포두면 - 고흥읍 - 두원면 - 점암면 - 과역면 - 남양면 - 동강면) - 보성군 벌교읍 - 순천시 (외서면 - 송광면) - 보성군 문덕면 - 화순군 (사평면 - 동면 - 이서면 - 동복면 - 백아면) - 곡성군 오산면 - 담양군 (무정면 - 담양읍 - 월산면) - 장성군 (북하면 - 북이면)

전북특별자치도
- 고창군 (고창읍 - 아산면 - 무장면 - 해리면 - 상하면 - 공음면)

전라남도
- 영광군 (법성면 - 홍농읍)

## 노선

### 전라남도(고창군 이남 지역)
- (■): 자동차 전용도로 구간

| 이름                                               | 접속 노선                                                                   | 소재지 | 소재지                                                                                  | 비고                                                           |
| -------------------------------------------------- | --------------------------------------------------------------------------- | ------ | --------------------------------------------------------------------------------------- | -------------------------------------------------------------- |
| 외초리                                             | 우주로                                                                      | 고흥군 | 봉래면                                                                                  | 시점                                                           |
| 염포항                                             | 산골길                                                                      | 고흥군 | 봉래면                                                                                  |                                                                |
| 염포 교차로                                        |                                                                             | 고흥군 | 봉래면                                                                                  |                                                                |
| 외초교                                             |                                                                             | 고흥군 | 봉래면                                                                                  |                                                                |
| 외초 교차로                                        | 큰좀쇄1길                                                                   | 고흥군 | 봉래면                                                                                  |                                                                |
| 내초 교차로                                        | 우주로                                                                      | 고흥군 | 봉래면                                                                                  |                                                                |
| 교동교                                             |                                                                             | 고흥군 | 봉래면                                                                                  |                                                                |
| 교동 교차로                                        | 국도 제15호선 (하반로)                                                      | 고흥군 | 봉래면                                                                                  | 국도 제15호선과 중복                                           |
| 조구나루 교차로                                    | 뻘금길 조구나루길                                                           | 고흥군 | 봉래면                                                                                  | 국도 제15호선과 중복                                           |
| 동광1 교차로                                       | 동광비치길                                                                  | 고흥군 | 봉래면                                                                                  | 국도 제15호선과 중복                                           |
| 원두 교차로 봉래중학교                             | 원두길 축정1길                                                              | 고흥군 | 봉래면                                                                                  | 국도 제15호선과 중복                                           |
| 봉래 교차로                                        | 축정1길                                                                     | 고흥군 | 봉래면                                                                                  | 국도 제15호선과 중복                                           |
| 신금 교차로                                        | 신금길 종고길                                                               | 고흥군 | 봉래면                                                                                  | 국도 제15호선과 중복                                           |
| 나로2대교                                          |                                                                             | 고흥군 | 봉래면                                                                                  | 국도 제15호선과 중복                                           |
|                                                    | 동일면                                                                      | 고흥군 |                                                                                         | 국도 제15호선과 중복                                           |
| 소영삼거리                                         | 봉영로                                                                      | 고흥군 |                                                                                         | 국도 제15호선과 중복                                           |
| 동일면사무소                                       | 양화길                                                                      | 고흥군 |                                                                                         | 국도 제15호선과 중복                                           |
| 백양초등학교                                       | 봉영로                                                                      | 고흥군 |                                                                                         | 국도 제15호선과 중복                                           |
| 섭정삼거리                                         | 덕흥음쪽길                                                                  | 고흥군 |                                                                                         | 국도 제15호선과 중복                                           |
| 덕흥삼거리                                         | 덕양서원길                                                                  | 고흥군 |                                                                                         | 국도 제15호선과 중복                                           |
| 나로1대교                                          |                                                                             | 고흥군 |                                                                                         | 국도 제15호선과 중복                                           |
|                                                    | 포두면                                                                      | 고흥군 |                                                                                         | 국도 제15호선과 중복                                           |
| 남성삼거리                                         | 국도 제77호선 (천마로)                                                      | 고흥군 | 국도 제15, 77호선과 중복                                                                |                                                                |
| 동래도삼거리                                       |                                                                             | 고흥군 | 국도 제15, 77호선과 중복                                                                |                                                                |
| 우산2 교차로                                       | 우주로                                                                      | 고흥군 | 국도 제15, 77호선과 중복                                                                |                                                                |
| 우산1 교차로                                       | 우주로                                                                      | 고흥군 | 국도 제15, 77호선과 중복                                                                |                                                                |
| 봉암2 교차로                                       | 우주로                                                                      | 고흥군 | 국도 제15, 77호선과 중복                                                                |                                                                |
| 봉암1 교차로                                       | 우주로                                                                      | 고흥군 | 국도 제15, 77호선과 중복                                                                |                                                                |
| 포두남중학교 (폐교)                                |                                                                             | 고흥군 | 국도 제15, 77호선과 중복                                                                |                                                                |
| 옥강 교차로                                        | 국도 제77호선 (팔영로) 외초길                                               | 고흥군 | 국도 제15, 77호선과 중복                                                                |                                                                |
| 내산삼거리                                         | 신흥동길                                                                    | 고흥군 | 국도 제15호선과 중복                                                                    |                                                                |
| 미후삼거리                                         | 신세동로                                                                    | 고흥군 | 국도 제15호선과 중복                                                                    |                                                                |
| 세동삼거리                                         | 지방도 제855호선 (도화로)                                                   | 고흥군 | 국도 제15호선과 중복 지방도 제855호선과 중복                                            |                                                                |
| 포두교 포두초등학교 포두면사무소                   |                                                                             | 고흥군 | 국도 제15호선과 중복 지방도 제855호선과 중복                                            |                                                                |
| 포두사거리                                         | 금탑로 후동2길                                                              | 고흥군 | 국도 제15호선과 중복 지방도 제855호선과 중복                                            |                                                                |
| 장수삼거리                                         | 지방도 제855호선 (해창로)                                                   | 고흥군 | 국도 제15호선과 중복 지방도 제855호선과 중복                                            |                                                                |
| 고흥삼거리                                         | 봉동주공길                                                                  | 고흥군 | 고흥읍                                                                                  | 국도 제15호선과 중복                                           |
| 동촌교                                             |                                                                             | 고흥군 | 고흥읍                                                                                  | 국도 제15호선과 중복                                           |
| 호형 교차로                                        | 국도 제27호선 국도 제77호선 (우주항공로) 학교길                             | 고흥군 | 고흥읍                                                                                  | 국도 제15, 27, 77호선과 중복                                   |
| 남계 교차로                                        | 고흥로                                                                      | 고흥군 | 고흥읍                                                                                  | 국도 제15, 27, 77호선과 중복                                   |
| 지등 교차로                                        | 고흥로                                                                      | 고흥군 | 두원면                                                                                  | 국도 제15, 27, 77호선과 중복                                   |
| 장항교                                             |                                                                             | 고흥군 | 두원면                                                                                  | 국도 제15, 27, 77호선과 중복                                   |
| 운대 교차로                                        | 지방도 제830호선 (두원운석길) 고흥로 금오길                                 | 고흥군 | 두원면                                                                                  | 국도 제15, 27, 77호선과 중복                                   |
| 신안 교차로                                        | 고흥로                                                                      | 고흥군 | 점암면                                                                                  | 국도 제15, 27, 77호선과 중복                                   |
| 연봉 교차로                                        | 지방도 제855호선 (해창로) 고흥로                                            | 고흥군 | 점암면                                                                                  | 국도 제15, 27, 77호선과 중복                                   |
| 사정육교                                           |                                                                             | 고흥군 | 점암면                                                                                  | 국도 제15, 27, 77호선과 중복                                   |
| 석봉 교차로                                        | 과역로                                                                      | 고흥군 | 과역면                                                                                  | 국도 제15, 27, 77호선과 중복                                   |
| 과역 교차로                                        | 고흥로                                                                      | 고흥군 | 과역면                                                                                  | 국도 제15, 27, 77호선과 중복                                   |
| 노송 교차로                                        | 고흥로 과역로                                                               | 고흥군 | 과역면                                                                                  | 국도 제15, 27, 77호선과 중복                                   |
| 대곡교                                             |                                                                             | 고흥군 | 과역면                                                                                  | 국도 제15, 27, 77호선과 중복                                   |
| 남양 교차로                                        | 고흥로 남양로 남양희망길                                                    | 고흥군 | 남양면                                                                                  | 국도 제15, 27, 77호선과 중복                                   |
| 탄포 교차로                                        | 국도 제77호선 (고흥로) 아평길 운교주곡길                                    | 고흥군 | 남양면                                                                                  | 국도 제15, 27, 77호선과 중복                                   |
| 계매 교차로                                        | 고흥로 온동길                                                               | 고흥군 | 동강면                                                                                  | 국도 제15, 27호선과 중복                                       |
| 유둔2교                                            |                                                                             | 고흥군 | 동강면                                                                                  | 국도 제15, 27호선과 중복                                       |
| 동강 교차로                                        | 동서로 동강중촌길                                                           | 고흥군 | 동강면                                                                                  | 국도 제15, 27호선과 중복                                       |
| 동강2교 매곡교                                     |                                                                             | 고흥군 | 동강면                                                                                  | 국도 제15, 27호선과 중복                                       |
| 매곡 교차로                                        | 고흥로 동강신정길                                                           | 고흥군 | 동강면                                                                                  | 국도 제15, 27호선과 중복                                       |
| 장덕 교차로                                        | 고흥로                                                                      | 고흥군 | 동강면                                                                                  | 국도 제15, 27호선과 중복 하행 진입 불가                        |
| 한천1교                                            |                                                                             | 고흥군 | 동강면                                                                                  | 국도 제15, 27호선과 중복                                       |
| 한천 교차로                                        | 고흥로 (10호선 남해고속도로)                                                | 고흥군 | 동강면                                                                                  | 국도 제15, 27호선과 중복 고흥 나들목과 연결                    |
| 안정교                                             |                                                                             | 보성군 | 벌교읍                                                                                  | 국도 제15, 27호선과 중복                                       |
| 벌교 교차로                                        | 국도 제2호선 지방도 제843호선 (녹색로)                                      | 보성군 | 벌교읍                                                                                  | 국도 제15, 27호선과 중복                                       |
| 벌교터널                                           |                                                                             | 보성군 | 벌교읍                                                                                  | 국도 제15, 27호선과 중복 연장 약 745m                          |
| 전동1교                                            |                                                                             | 보성군 | 벌교읍                                                                                  | 국도 제15, 27호선과 중복                                       |
| 전동 교차로                                        | 채동선로                                                                    | 보성군 | 벌교읍                                                                                  | 국도 제15, 27호선과 중복 상행 진입 불가 하행 진출 불가         |
| 고읍 교차로                                        | 채동선로                                                                    | 보성군 | 벌교읍                                                                                  | 국도 제15, 27호선과 중복 상행 진입 불가 하행 진출 불가         |
| 벌교천교                                           |                                                                             | 보성군 | 벌교읍                                                                                  | 국도 제15, 27호선과 중복                                       |
| 낙성 교차로                                        | 채동선로 벌교중흥길 벌교지동길                                              | 보성군 | 벌교읍                                                                                  | 국도 제15, 27호선과 중복 상행 진출 불가 하행 진입 불가         |
| 용동교 동산교 행정교 추동1교 추동2교 추동3교       |                                                                             | 보성군 | 벌교읍                                                                                  | 국도 제15, 27호선과 중복                                       |
| 석거리재터널                                       |                                                                             | 보성군 | 벌교읍                                                                                  | 국도 제15, 27호선과 중복 연장 약 520m                          |
| 석거리재터널                                       |                                                                             | 순천시 | 외서면                                                                                  | 국도 제15, 27호선과 중복 연장 약 520m                          |
| 외서 교차로                                        | 국가지원지방도 제58호선 (쌍향수길)                                          | 순천시 | 외서면                                                                                  | 국도 제15, 27호선과 중복                                       |
| 월평교                                             |                                                                             | 순천시 | 외서면                                                                                  | 국도 제15, 27호선과 중복                                       |
| 쌍율 교차로                                        | 쌍율길 쌍향수길                                                             | 순천시 | 외서면                                                                                  | 국도 제15, 27호선과 중복                                       |
| 하율교                                             |                                                                             | 순천시 | 외서면                                                                                  | 국도 제15, 27호선과 중복                                       |
| 구룡교                                             |                                                                             | 순천시 | 송광면                                                                                  | 국도 제15, 27호선과 중복                                       |
| 구룡 교차로                                        | 쌍향수길                                                                    | 순천시 | 송광면                                                                                  | 국도 제15, 27호선과 중복                                       |
| (생태이동통로1)                                    |                                                                             | 순천시 | 송광면                                                                                  | 국도 제15, 27호선과 중복 연장 약 75m                           |
| 송광교                                             |                                                                             | 순천시 | 송광면                                                                                  | 국도 제15, 27호선과 중복                                       |
| 이읍 교차로                                        | 쌍향수길                                                                    | 순천시 | 송광면                                                                                  | 국도 제15, 27호선과 중복                                       |
| 송광면사무소                                       |                                                                             | 순천시 | 송광면                                                                                  | 국도 제15, 27호선과 중복                                       |
| 곡천삼거리                                         | 국도 제18호선 국도 제27호선 (송광사길)                                      | 순천시 | 송광면                                                                                  | 국도 제15호선과 중복 국도 제18호선과 중복 국도 제27호선과 중복 |
| 곡천교                                             |                                                                             | 순천시 | 송광면                                                                                  | 국도 제15, 18호선과 중복                                       |
| 고인돌공원                                         |                                                                             | 순천시 | 송광면                                                                                  | 국도 제15, 18호선과 중복                                       |
| 용암삼거리 (주암호조각공원) (서재필기념공원)       | 국도 제18호선 (송재로)                                                      | 보성군 | 문덕면                                                                                  | 국도 제15, 18호선과 중복                                       |
| 문덕교 죽산교                                      |                                                                             | 보성군 | 문덕면                                                                                  | 국도 제15호선과 중복                                           |
| 대원사삼거리                                       | 죽산길                                                                      | 보성군 | 문덕면                                                                                  | 국도 제15호선과 중복                                           |
| 복교                                               |                                                                             | 화순군 | 사평면                                                                                  | 국도 제15호선과 중복                                           |
| 남계삼거리                                         | 유마로                                                                      | 화순군 | 사평면                                                                                  | 국도 제15호선과 중복                                           |
| 주산2교 주산1교 사수2교 사수1교 합수목교           |                                                                             | 화순군 | 사평면                                                                                  | 국도 제15호선과 중복                                           |
| 외남천교                                           | 사호로                                                                      | 화순군 | 사평면                                                                                  | 국도 제15호선과 중복                                           |
| 원진 교차로                                        | 지방도 제822호선 (김삿갓로)                                                 | 화순군 | 사평면                                                                                  | 국도 제15호선과 중복                                           |
| 사평터널                                           |                                                                             | 화순군 | 사평면                                                                                  | 국도 제15호선과 중복 상행 연장 350m 하행 연장 330m             |
| 벽송교                                             |                                                                             | 화순군 | 사평면                                                                                  | 국도 제15호선과 중복                                           |
| 벽송육교                                           | 사호로                                                                      | 화순군 | 사평면                                                                                  | 국도 제15호선과 중복                                           |
| 구암 교차로                                        | 국도 제22호선 (화순로)                                                      | 화순군 | 동면                                                                                    | 국도 제15, 22호선과 중복                                       |
| 구암삼거리                                         | 충의로                                                                      | 화순군 | 동면                                                                                    | 국도 제15, 22호선과 중복                                       |
| 복암삼거리                                         | 지방도 제897호선 (규봉로)                                                   | 화순군 | 동면                                                                                    | 국도 제15, 22호선과 중복                                       |
| 경치리 교차로                                      | 적벽로                                                                      | 화순군 | 이서면                                                                                  | 국도 제15, 22호선과 중복                                       |
| 연월 교차로                                        | 국도 제22호선 (동주로)                                                      | 화순군 | 동복면                                                                                  | 국도 제15, 22호선과 중복 상행 진입 불가 하행 진출 불가         |
| 동복교                                             |                                                                             | 화순군 | 동복면                                                                                  | 국도 제15호선과 중복                                           |
| 동복삼거리 동복합동정류소                          | 지방도 제822호선 (김삿갓로) 천변길                                          | 화순군 | 동복면                                                                                  | 국도 제15호선과 중복                                           |
| 동복초등학교                                       |                                                                             | 화순군 | 동복면                                                                                  | 국도 제15호선과 중복                                           |
| 천변리 교차로                                      | 오지호로                                                                    | 화순군 | 동복면                                                                                  | 국도 제15호선과 중복                                           |
| 경열교                                             |                                                                             | 화순군 | 동복면                                                                                  | 국도 제15호선과 중복                                           |
| 독재터널                                           |                                                                             | 화순군 | 동복면                                                                                  | 국도 제15호선과 중복 연장 625m                                 |
| 독재터널                                           | 백아면                                                                      | 화순군 |                                                                                         | 국도 제15호선과 중복 연장 625m                                 |
| 다곡삼거리                                         | 물염로                                                                      | 화순군 | 국도 제15호선과 중복                                                                    |                                                                |
| 화순북면중학교                                     |                                                                             | 화순군 | 국도 제15호선과 중복                                                                    |                                                                |
| 이천리 교차로                                      | 학천길                                                                      | 화순군 | 국도 제15호선과 중복                                                                    |                                                                |
| 원리삼거리                                         | 원리길                                                                      | 화순군 | 국도 제15호선과 중복                                                                    |                                                                |
| 원리사거리                                         | 지방도 제887호선 (백아로) 원리1길                                           | 화순군 | 국도 제15호선과 중복                                                                    |                                                                |
| 관음사입구                                         | 성덕관음길                                                                  | 곡성군 | 국도 제15호선과 중복                                                                    | 오산면                                                         |
| 심청문화센터                                       |                                                                             | 곡성군 | 국도 제15호선과 중복                                                                    | 오산면                                                         |
| 단사삼거리                                         | 산이재로                                                                    | 곡성군 | 국도 제15호선과 중복                                                                    | 오산면                                                         |
| 오산면사무소 오산초등학교                          |                                                                             | 곡성군 | 국도 제15호선과 중복                                                                    | 오산면                                                         |
| 옥과 나들목 (오산 교차로)                          | 25호선 호남고속도로 국도 제13호선 (옥순로)                                  | 곡성군 | 국도 제13, 15호선과 중복                                                                | 오산면                                                         |
| 오산삼거리                                         | 오산로                                                                      | 곡성군 | 국도 제13, 15호선과 중복                                                                | 오산면                                                         |
| 오례삼거리                                         | 국가지원지방도 제60호선 (창평현로)                                          | 담양군 | 국도 제13, 15호선과 중복                                                                | 무정면                                                         |
| (평지리)                                           | 지방도 제887호선 (평지정석길)                                               | 담양군 | 국도 제13, 15호선과 중복 지방도 제887호선과 중복                                        | 무정면                                                         |
| 안평입구 회전교차로                                | 지방도 제897호선 (병목로)                                                   | 담양군 | 국도 제13, 15호선과 중복 지방도 제887호선과 중복                                        | 무정면                                                         |
| 동산리                                             | 동산길                                                                      | 담양군 | 국도 제13, 15호선과 중복 지방도 제887호선과 중복                                        | 무정면                                                         |
| 봉안교                                             |                                                                             | 담양군 | 국도 제13, 15호선과 중복 지방도 제887호선과 중복                                        | 무정면                                                         |
| 무정면사무소                                       | 술지1길                                                                     | 담양군 | 국도 제13, 15호선과 중복 지방도 제887호선과 중복                                        | 무정면                                                         |
| 농공단지앞 교차로                                  | 무정공단길                                                                  | 담양군 | 국도 제13, 15호선과 중복 지방도 제887호선과 중복                                        | 무정면                                                         |
| (오룡공원)                                         | 칠전길                                                                      | 담양군 | 국도 제13, 15호선과 중복 지방도 제887호선과 중복                                        | 무정면                                                         |
| (내당)                                             | 내당길                                                                      | 담양군 | 국도 제13, 15호선과 중복 지방도 제887호선과 중복                                        | 무정면                                                         |
| (계동)                                             | 계동길                                                                      | 담양군 | 국도 제13, 15호선과 중복 지방도 제887호선과 중복                                        | 담양읍                                                         |
| (청전아파트 회전교차로)                            | 미리산길 삼거리길                                                           | 담양군 | 국도 제13, 15호선과 중복 지방도 제887호선과 중복                                        | 담양읍                                                         |
| 담양경찰서                                         |                                                                             | 담양군 | 국도 제13, 15호선과 중복 지방도 제887호선과 중복                                        | 담양읍                                                         |
| 백동사거리                                         | 국도 제24호선 (죽향문화로) 국도 제29호선 국가지원지방도 제55호선 (죽향대로) | 담양군 | 국도 제13, 15, 24, 29호선과 중복 국가지원지방도 제55호선과 중복 지방도 제887호선과 중복 | 담양읍                                                         |
| 담양읍삼거리                                       | 국도 제24호선 국가지원지방도 제55호선 (죽향대로)                            | 담양군 | 국도 제13, 15, 24, 29호선과 중복 국가지원지방도 제55호선과 중복 지방도 제887호선과 중복 | 담양읍                                                         |
| 동운삼거리                                         | 지침6길                                                                     | 담양군 | 국도 제13, 15, 29호선과 중복 지방도 제887호선과 중복                                    | 담양읍                                                         |
| 담양공용버스터미널                                 |                                                                             | 담양군 | 국도 제13, 15, 29호선과 중복 지방도 제887호선과 중복                                    | 담양읍                                                         |
| 중파사거리                                         | 국도 제13호선 국도 제29호선 지방도 제887호선 (추성로)                       | 담양군 | 국도 제13, 29호선과 중복 지방도 제887호선과 중복                                        | 담양읍                                                         |
| 담양교                                             | 지방도 제887호선 (천변5길)                                                  | 담양군 | 국도 제13호선과 중복 지방도 제887호선과 중복                                            | 담양읍                                                         |
| 양각사거리 (담양소방서)                            | 국도 제13호선 (추성로) 국도 제24호선 (죽향문화로)                           | 담양군 | 국도 제13호선과 중복                                                                    | 담양읍                                                         |
| 만성 회전교차로                                    | 죽향문화로 시산1길                                                          | 담양군 |                                                                                         | 담양읍                                                         |
| 만화1교                                            |                                                                             | 담양군 |                                                                                         | 담양읍                                                         |
|                                                    | 월산면                                                                      | 담양군 |                                                                                         |                                                                |
| 마산사거리                                         | 도개길 화방마산길                                                           | 담양군 |                                                                                         |                                                                |
| 송정교                                             |                                                                             | 담양군 |                                                                                         |                                                                |
| 송정사거리                                         | 가산길 도개길                                                               | 담양군 |                                                                                         |                                                                |
| 월곡사거리                                         | 월곡길                                                                      | 담양군 |                                                                                         |                                                                |
| 용흥 교차로                                        | 도동길 용흥사길 월송정길                                                    | 담양군 |                                                                                         |                                                                |
| 용암교                                             |                                                                             | 담양군 |                                                                                         |                                                                |
| 대흥사거리                                         | 대흥길                                                                      | 장성군 | 북하면                                                                                  |                                                                |
| 대흥교 성암교                                      |                                                                             | 장성군 | 북하면                                                                                  |                                                                |
| 성암삼거리                                         | 북하성암길                                                                  | 장성군 | 북하면                                                                                  |                                                                |
| 명치삼거리                                         |                                                                             | 장성군 | 북하면                                                                                  |                                                                |
| 중평삼거리                                         | 국가지원지방도 제49호선 (단풍로)                                            | 장성군 | 북하면                                                                                  | 국가지원지방도 제49호선과 중복                                 |
| 약수2교                                            |                                                                             | 장성군 | 북하면                                                                                  | 국가지원지방도 제49호선과 중복                                 |
| 북하사거리                                         | 국도 제1호선 (단풍로) 약수2길                                               | 장성군 | 북하면                                                                                  | 국도 제1호선과 중복 국가지원지방도 제49호선과 중복             |
| 약수삼거리                                         | 백양로                                                                      | 장성군 | 북하면                                                                                  | 국도 제1호선과 중복 국가지원지방도 제49호선과 중복             |
| 원동 교차로                                        | 국도 제1호선 원동길 약수2길                                                 | 장성군 | 북하면                                                                                  | 국도 제1호선과 중복 국가지원지방도 제49호선과 중복             |
| 장성호관광지 쌍웅교                                |                                                                             | 장성군 | 북하면                                                                                  | 국도 제1호선과 중복 국가지원지방도 제49호선과 중복             |
| 신성 교차로                                        | 국도 제1호선                                                                | 장성군 | 북하면                                                                                  |                                                                |
| 곰재                                               |                                                                             | 장성군 | 북하면                                                                                  | 국도 제1호선과 중복 국가지원지방도 제49호선과 중복             |
| 곰재                                               | 북이면                                                                      | 장성군 |                                                                                         | 국도 제1호선과 중복 국가지원지방도 제49호선과 중복             |
| 사가삼거리                                         | 지방도 제734호선 (봉암로)                                                   | 장성군 |                                                                                         | 국도 제1호선과 중복 국가지원지방도 제49호선과 중복             |
| 북이면사무소                                       |                                                                             | 장성군 |                                                                                         | 국도 제1호선과 중복 국가지원지방도 제49호선과 중복             |
| 백양역사거리 (백양사역) (장성사거리버스여객터미널) | 국도 제1호선 (갈재로)                                                       | 장성군 |                                                                                         | 국도 제1호선과 중복 국가지원지방도 제49호선과 중복             |
| 신창교                                             |                                                                             | 장성군 | 국가지원지방도 제49호선과 중복                                                          |                                                                |
| 백양사 나들목 (백양사IC 교차로)                    | 25호선 호남고속도로                                                         | 장성군 | 국가지원지방도 제49호선과 중복                                                          |                                                                |
| 북이면백암리 교차로                                | 돗재로                                                                      | 장성군 | 국가지원지방도 제49호선과 중복                                                          |                                                                |
| 백암교                                             |                                                                             | 장성군 | 국가지원지방도 제49호선과 중복                                                          |                                                                |
| 방장산터널                                         |                                                                             | 장성군 | 국가지원지방도 제49호선과 중복                                                          |                                                                |
| 석정터널                                           |                                                                             | 장성군 | 국가지원지방도 제49호선과 중복                                                          |                                                                |

- 공사구간 (고흥 ~ 봉래간 도로, 2018년 완공 예정) : 동래도삼거리 ~ 옥강삼거리

### 전북특별자치도
| 이름                          | 접속 노선                                                  | 소재지 | 소재지 | 비고                                             |
| ----------------------------- | ---------------------------------------------------------- | ------ | ------ | ------------------------------------------------ |
| 식정터널                      |                                                            | 고창군 | 고창읍 | 국가지원지방도 제49호선과 중복                   |
| 석정 교차로                   | 국가지원지방도 제49호선 (신흥로) 지방도 제898호선 (솔재로) | 고창군 | 고창읍 | 국가지원지방도 제49호선과 중복                   |
| 월산교                        |                                                            | 고창군 | 고창읍 |                                                  |
| (수월)                        | 동리로 운동장길                                            | 고창군 | 고창읍 |                                                  |
| 온천교                        |                                                            | 고창군 | 고창읍 |                                                  |
| (회전교차로)                  | 중앙로                                                     | 고창군 | 고창읍 |                                                  |
| (이름 없음)                   | 월곡로                                                     | 고창군 | 고창읍 |                                                  |
| 월곡지하차도                  |                                                            | 고창군 | 고창읍 |                                                  |
| 성두 교차로 (성두교)          | 국도 제23호선 (고인돌대로) 모양성로                        | 고창군 | 고창읍 |                                                  |
| 돌담교 석교2교 학전교         |                                                            | 고창군 | 고창읍 |                                                  |
| 고창 나들목 (고창IC 교차로)   | 15호선 서해안고속도로 중앙로                               | 고창군 | 고창읍 |                                                  |
| 주곡 교차로                   | 녹두로                                                     | 고창군 | 고창읍 |                                                  |
| 고수교                        |                                                            | 고창군 | 고창읍 |                                                  |
| 도산 교차로                   | 독실로                                                     | 고창군 | 고창읍 |                                                  |
| 고인돌 교차로                 | 녹두로 고인돌공원길                                        | 고창군 | 고창읍 |                                                  |
| 청솔교                        |                                                            | 고창군 | 고창읍 |                                                  |
| 아산3교                       |                                                            | 고창군 | 아산면 |                                                  |
| 아산 교차로                   | 인천강변로                                                 | 고창군 | 아산면 |                                                  |
| 아산1교                       |                                                            | 고창군 | 아산면 |                                                  |
| 대동 교차로                   | 지방도 제733호선 (희어재로)                                | 고창군 | 아산면 |                                                  |
| 방월 교차로                   | 방죽안길                                                   | 고창군 | 아산면 |                                                  |
| 성기 교차로                   | 성기길                                                     | 고창군 | 아산면 |                                                  |
| 송현 교차로                   | 지방도 제734호선 (송현로)                                  | 고창군 | 무장면 |                                                  |
| 송현교                        |                                                            | 고창군 | 무장면 |                                                  |
| 궁동 교차로                   | 송림산로                                                   | 고창군 | 무장면 |                                                  |
| 무장 교차로                   | 무장남북로                                                 | 고창군 | 무장면 |                                                  |
| 도곡 교차로                   | 송림산로                                                   | 고창군 | 무장면 |                                                  |
| 양곡 교차로                   | 내산길                                                     | 고창군 | 무장면 |                                                  |
| 칠곡 교차로                   | 칠곡길                                                     | 고창군 | 해리면 |                                                  |
| 송산 교차로                   | 해리송산길                                                 | 고창군 | 해리면 |                                                  |
| 송산교                        |                                                            | 고창군 | 해리면 |                                                  |
| (교차로 명칭 미상) (고가차도) | 지방도 제733호선 (나성로) (하련2길) 청해1길                | 고창군 | 해리면 |                                                  |
| 안산교 화산교                 |                                                            | 고창군 | 해리면 |                                                  |
| 궁산삼거리                    | 국도 제22호선 국도 제77호선 (선운대로)                     | 고창군 | 해리면 | 국도 제22, 77호선과 중복                         |
| 왕거삼거리                    |                                                            | 고창군 | 해리면 | 국도 제22, 77호선과 중복                         |
| 방축삼거리                    | 사반로                                                     | 고창군 | 해리면 | 국도 제22, 77호선과 중복                         |
| 지로사거리                    | 지방도 제733호선 (나성로)                                  | 고창군 | 해리면 | 국도 제22, 77호선과 중복 지방도 제733호선과 중복 |
| 검산삼거리                    | 상하로                                                     | 고창군 | 상하면 | 국도 제22, 77호선과 중복 지방도 제733호선과 중복 |
| 상하터미널                    |                                                            | 고창군 | 상하면 | 국도 제22, 77호선과 중복 지방도 제733호선과 중복 |
| 신사거리                      | 상하1길                                                    | 고창군 | 상하면 | 국도 제22, 77호선과 중복 지방도 제733호선과 중복 |
| 상하 교차로                   | 지방도 제733호선 (진암구시포로)                            | 고창군 | 상하면 | 국도 제22, 77호선과 중복 지방도 제733호선과 중복 |
| 용덕삼거리                    | 상하로                                                     | 고창군 | 상하면 | 국도 제22, 77호선과 중복                         |
| 용대삼거리                    | 국도 제77호선 (샘목로)                                     | 고창군 | 상하면 | 국도 제22, 77호선과 중복                         |
| 동학농민혁명발상지            |                                                            | 고창군 | 공음면 | 국도 제22호선과 중복                             |
| 공음삼거리                    | 참나무정1길                                                | 고창군 | 공음면 | 국도 제22호선과 중복                             |
| 신평삼거리                    | 공음길                                                     | 고창군 | 공음면 | 국도 제22호선과 중복                             |

### 전라남도(영광군 지역)
| 이름                    | 접속 노선                               | 소재지 | 소재지                                       | 비고                    |
| ----------------------- | --------------------------------------- | ------ | -------------------------------------------- | ----------------------- |
| 삼덕삼거리              | 용성월산로1길                           | 영광군 | 법성면                                       | 국도 제22호선과 중복    |
| 대덕삼거리              | 용성월산로                              | 영광군 | 법성면                                       | 국도 제22호선과 중복    |
| 성재 교차로             | 국도 제22호선 (영광로)                  | 영광군 | 법성면                                       | 국도 제22호선과 중복    |
| 법성고등학교 법성중학교 |                                         | 영광군 | 법성면                                       |                         |
| 법성포초등학교          | 샘목로                                  | 영광군 | 법성면                                       |                         |
| 법성터미널앞 교차로     | 지방도 제842호선 (굴비로3길) 영광로     | 영광군 | 법성면                                       | 지방도 제842호선과 중복 |
| 우체국앞 교차로         | 진굴비길                                | 영광군 | 법성면                                       | 지방도 제842호선과 중복 |
| 법성항                  | 굴비로1길 법성포로2길                   | 영광군 | 법성면                                       | 지방도 제842호선과 중복 |
| 법성진성                |                                         | 영광군 | 법성면                                       | 지방도 제842호선과 중복 |
| (이름 없음)             | 백제문화로                              | 영광군 | 법성면                                       | 지방도 제842호선과 중복 |
| 홍농교                  |                                         | 영광군 | 법성면                                       | 지방도 제842호선과 중복 |
|                         | 홍농읍                                  | 영광군 |                                              | 지방도 제842호선과 중복 |
| 홍농읍상하리 교차로     | 국도 제77호선 지방도 제842호선 (홍농로) | 영광군 | 국도 제77호선과 중복 지방도 제842호선과 중복 |                         |
| 홍농사거리              | 국도 제77호선 (동부로)                  | 영광군 | 국도 제77호선과 중복                         |                         |
| 홍농119안전센터         | 상하길                                  | 영광군 |                                              |                         |
| 진덕삼거리              | 진덕로                                  | 영광군 |                                              |                         |
| 한빛원자력발전소        |                                         | 영광군 | 종점                                         |                         |

- 공사구간 (법성 ~ 홍농간 도로, 2015년 12월 착공, 2022년 11월 준공 예정) : 성재 교차로 ~ 한빛원자력발전소(2021년 11월 30일 13시부터 임시 개통된 구간:성재교차로~화천교차로(1.4km)

## 도로명
전라남도
- 고흥군 봉래면 외초리 ~ 고흥읍 호형 교차로: 우주로
- 고흥군 고흥읍 호형 교차로 ~ 보성군 벌교읍 석거리재터널 : 우주항공로
- 순천시 외서면 석거리재터널 ~ 순천시 송광면 이읍 교차로 : 조계산로
- 순천시 송광면 이읍 교차로 ~ 곡천삼거리: 쌍향수길
- 순천시 송광면 곡천삼거리 ~ 보성군 문덕면 용암삼거리: 고인돌길
- 보성군 문덕면 용암삼거리 ~ 화순군 동면 구암 교차로: 모후로
- 화순군 동면 구암 교차로 ~ 구암삼거리: 충의로
- 화순군 동면 구암삼거리 ~ 동복면 연월 교차로: 동주로
- 화순군 동복면 연월 교차로 ~ 천변리 교차로: 오지호로
- 화순군 동복면 천변리 교차로 ~ 북면 원리사거리: 백아로
- 화순군 백아면 원리사거리 ~ 곡성군 오산면 오산삼거리: 오산로
- 곡성군 오산면 오산삼거리 ~ 담양군 무정면 오례삼거리: 무옥로
- 담양군 무정면 오례삼거리 ~ 담양읍 백동사거리 : 무정로
- 담양군 담양읍 백동사거리 ~ 담양읍삼거리 : 죽향대로
- 담양군 담양읍 담양읍삼거리 ~ 중파사거리 : 중앙로
- 담양군 담양읍 중파사거리 ~ 양각사거리 : 추성로
- 담양군 담양읍 양각사거리 ~ 만성 회전교차로 : 죽향문화로
- 담양군 담양읍 만성 회전교차로 ~ 장성군 북하면 중평삼거리 : 담장로
- 장성군 북하면 중평삼거리 ~ 북하사거리 : 단풍로
- 장성군 북하면 북하사거리 ~ 북이면 백양역사거리 : 백양로
- 장성군 북이면 백양역사거리 ~ 양고살재 : 방장로·양고살재로

전북특별자치도
- 고창군 고창읍 양고살재 ~ 석정온천 교차로 : 양고살재로·방장로
- 고창군 고창읍 석정온천 교차로 ~ 해리면 궁산삼거리 : 동서대로
- 고창군 해리면 궁산삼거리 ~ 공음면 공음삼거리 : 선운대로
- 고창군 공음면 공음삼거리 ~ 장곡리 : 용덕로

전라남도
- 영광군 법성면 용덕리 ~ 법성터미널앞 교차로 : 용덕로
- 영광군 법성면 법성터미널앞 교차로 ~ 법성항 : 굴비로
- 영광군 법성면 법성항 ~ 홍농읍 홍농읍상하리 교차로 : 연우로
- 영광군 홍농읍 홍농읍상하리 교차로 ~ 한빛원자력발전소 : 홍농로

## 같이 보기
- 전라남도
- 전북특별자치도
- 국도 제15호선